# Maskarenen-Blässhuhn
Das Maskarenen-Blässhuhn (Fulica newtonii) ist eine ausgestorbene  Vogelart aus der Familie der Rallen. Es ist nur von vier Reiseberichten sowie von subfossilem Knochenmaterial bekannt. Das Verbreitungsgebiet war auf Mauritius und Réunion beschränkt. Im Artepitheton wird entweder Alfred Newton oder Edward Newton geehrt, die sich beide mit diesem Vogel beschäftigt haben.

## Merkmale
1674 schrieb der französische Abt und Reisende Sieur Dubois in seinem Bericht „Les Voyages“, dass die Teichhühner (französisch Poules d’eau) von der Insel Bourbon (Réunion) nahezu die Größe des Haushuhns erreichten. Das Gefieder war komplett schwarz und am Kopf befand sich ein großes weißes Stirnschild. Das Typusmaterial aus der Lagerstätte Mare aux Songes auf Mauritius  beinhaltet 16 Schienbeinknochen, 30 Mittelfußknochen, 8 Oberarmknochen, 2 Brustbeine, 4 Becken-Fragmente, ein komplett erhaltenes Becken, ein komplett erhaltenes Kreuzbein sowie 3 Halswirbel. Es wird im Walter Rothschild Zoological Museum in Tring aufbewahrt. Weiteres Material wurde seit 1974 in den Lagerstätten Grotte des Premiers Francais, Grotte de l'Autel und Marais de l’Ermitage auf Réunion zu Tage gefördert.

## Lebensweise
Das Maskarenen-Blässhuhn war flugunfähig, dafür aber ein guter Läufer und Schwimmer. Es wanderte niemals weit weg von den Seen und Wasserläufen. Die Nester wurden an den Uferrändern errichtet.

## Aussterben
Als François Martin im Jahre 1665 das erste Mal Réunion besuchte, bemerkte er, dass „das Flussbecken bei Saint-Gilles mit Gänsen und Teichhühnern bevölkert und die Tiefen voller Fische waren. Die Zutraulichkeit der Teichhühner erlaubte es, dass man nah genug an sie herankam, um sie mit der bloßen Hand zu greifen.“ Zwei Jahre später schrieb Martin, „dass die Gänse und Teichhühner, die einst häufig in der Lagune von Saint-Paul vorkamen, nicht mehr existierten.“ In einem Reisebericht von 1708 schrieb François Leguat, dass „die Teichhühner auf Mauritius im Jahre 1693 sehr selten waren“. Kurz darauf war das Maskarenen-Blässhuhn verschwunden. Vermutlich haben Überjagung und die Zerstörung der Feuchtgebiete zur Ausrottung der Art beigetragen.

## Systematik
1867 beschrieb Alphonse Milne-Edwards dieses Taxon erstmals als Fulica newtonii auf der Basis von subfossilem Knochenmaterial von der Insel Mauritius. In einem Beitrag über diese Art aus dem Jahre 1893 war der englische Ornithologe Henry Ogg Forbes der Ansicht, dass das Maskarenen-Blässhuhn und das ebenfalls ausgestorbene Chatham-Blässhuhn (Fulica chathamensis) identisch wären und schuf für beide Taxa die neue Gattung Palaeolimnas mit Palaeolimnas newtoni als einzigem Vertreter. 1896 demonstrierte Charles William Andrews die Unterschiede zwischen dem Maskarenen-Blässhuhn und dem Chatham-Blässhuhn, hielt jedoch die Gattung Palaeolimnas für beide Arten bei. Während einer Neubetrachtung von Forbes’ Nomenklatur im Jahre 1962 stellten die Paläontologen Elliot W. Dawson und Pierce Brodkorb fest, dass die Gattungsbeschreibung zu Palaeolimnas auf den Schädeleigenschaften des Chatham-Blässhuhns basiert und transferierten dieses Taxon daher zusammen mit dem Neuseeland-Blässhuhn in die neue Gattung Nesophalaris. Das Maskarenen-Blässhuhn wurde zurück in die Gattung Fulica gestellt und der Name Palaeolimnas wurde gestrichen. Der Paläontologe Storrs Olson vermutet, dass sowohl Fulica newtoni als auch Fulica chathamensis vom gewöhnlichen Blässhuhn (Fulica atra) abstammen und ihre Größe und Flugunfähigkeit unabhängig voneinander entwickelt haben. Seit 1975 stehen das Chatham-Blässhuhn und das Neuseeland-Blässhuhn ebenfalls in der Gattung Fulica.